# 대전대성고등학교
대전대성고등학교(大田大聖高等學校)는 대한민국 대전광역시 중구 목동에 있는 자율형 사립 고등학교이다.

## 학교 연혁
- 1954년 7월 6일 : 전 서울특별시 대전종합고등학교 해산 복귀와 동시에 대성학교 1학급 설립, 초대 안기석 교장 취임
- 1955년 2월 16일 : 재단법인 대성학원 설립
- 1955년 4월 27일 : 대성고등학교로 승격, 3학급 설립
- 1956년 3월 1일 : 김신옥 이사장 취임
- 1964년 1월 25일 : 재단법인을 학교법인으로 정관조직 변경
- 2010년 4월 20일 : 자율형 사립고등학교 지정 37학급(특수학급1 포함)
- 2011년 3월 2일 : 자율형 사립고등학교 제1기 신입생 입학
- 2014년 4월 1일 : 기숙사(채움뜰) 완공
- 2015년 3월 1일 : 31학급(특수학급1 포함)으로 감축
- 2017년 3월 1일 : 대전대성고등학교로 교명 변경
- 2023년 9월 1일 : 제7대 김성식 교장 취임
- 2024년 2월 2일 : 제69회 졸업(321명, 졸업생 총 24,095명)
- 2024년 3월 4일 : 신입생 입학(355명)

## 참고 자료
- 대전대성고등학교 - 한국교육학술정보원 학교알리미